# Kaple svaté Barbory (Ostrava)
Kaple svaté Barbory se nachází v areálu Hornického muzea v Ostravě.

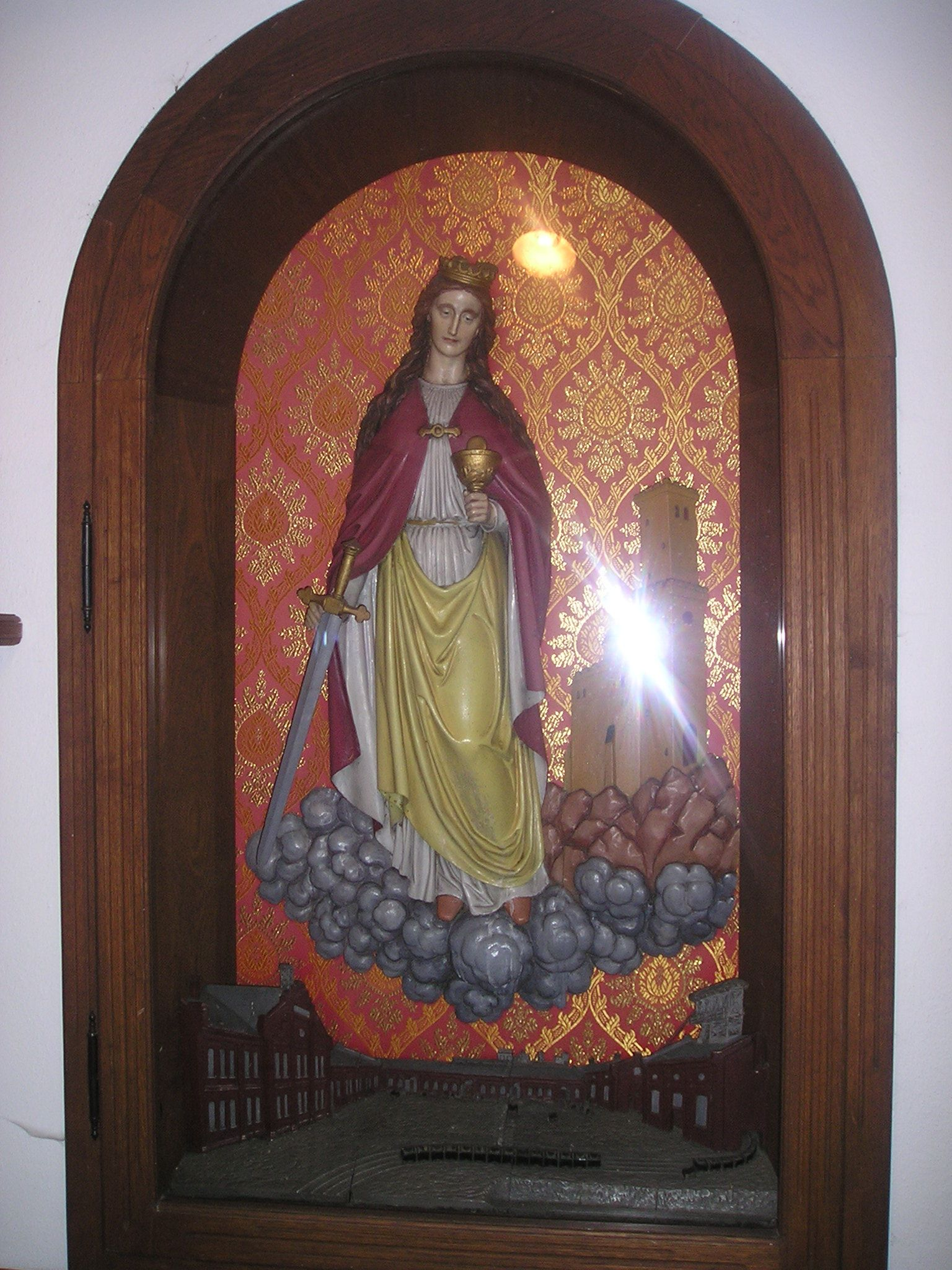
Vnitřní výzdoba kaple

Původně byla kaple postavena v centru Ostravy u ulice Českobratrské. Jednalo se o náhradu za zbořenou Foltýnovu kapli, která byla zrušena kvůli expanze zástavby Vítkovic. Její návrh v tehdy moderním stylu průmyslové secese vypracoval František Jureček a realizace proběhla v 80. letech 19. století. Kaple z režného zdiva byla reakcí na příliv dělníků z Polska a Haliče a proto byla zasvěcena polské patronce Panně Marii Częstochowské.
Do roku 1991 kaple postupně chátrala a uvažovalo se i o její demolici. Zásluhou členů Klubu přátel Hornického muzea byla rozmontována, přemístěna a znovu složena v areálu Hornického muzea. Zde byl její interiér doplněn o původní dřevořezbu svaté Barbory z dolu Anselm. Patrocinium kaple bylo změněno na patronku horníků a dne 4. prosince 1993 byla kaple slavnostně vysvěcena.